# جنرال الکتریک وای‌جی۹۳
جنرال الکتریک وای‌جی۹۳ (به انگلیسی: General Electric YJ93) یک موتور هواگرد ساختِ کارخانهٔ جی‌ئی اوییشن در کشور ایالات متحده آمریکا است.